# لوئیجی
لوئیجی (ژاپنی: ルイージ هپبورن: Ruīji) یک شخصیت داستانی از مجموعه بازی‌های ویدئویی سوپر ماریو است که توسط طراح بازی‌های ویدئویی شرکت نینتندو، شیگرو میاموتو خلق شده‌است. لوئیجی به عنوان برادر دوقلوی کمی کوچکتر از ماریو، اما قدبلندتر از او به‌شمار می‌رود. او در بیشتر نسخه‌های مجموعه بازی ماریو، اغلب در کنار برادرش حضور دارد. لوئیجی برای اولین بار در سال ۱۹۸۳ در بازی آرکید برادران ماریو به عنوان شخصیت قابل کنترل توسط دومین بازیکن معرفی شد و سپس در قسمت‌های بعدی این سری از جمله برادران سوپر ماریو، برادران سوپر ماریو ۳، سوپر ماریو ورلد و عنوان‌های دیگری حضور پیدا کرد. او برای اولین بار به عنوان شخصیت اصلی در برادران سوپر ماریو ۲ در دسترس بود.